# Barbezières
Barbezières és un municipi francès situat al departament del Charente i a la regió de la Nova Aquitània. L'any 2007 tenia 125 habitants.

## Demografia

### Població
El 2007 la població de fet de Barbezières era de 125 persones. Hi havia 55 famílies de les quals 21 eren unipersonals (17 homes vivint sols i 4 dones vivint soles), 17 parelles sense fills i 17 parelles amb fills.
La població ha evolucionat segons el següent gràfic:
Habitants censats

### Habitatges
El 2007 hi havia 86 habitatges, 59 eren l'habitatge principal de la família, 15 eren segones residències i 12 estaven desocupats. Tots els 86 habitatges eren cases. Dels 59 habitatges principals, 48 estaven ocupats pels seus propietaris, 5 estaven llogats i ocupats pels llogaters i 6 estaven cedits a títol gratuït; 1 tenia una cambra, 3 en tenien dues, 3 en tenien tres, 12 en tenien quatre i 39 en tenien cinc o més. 57 habitatges disposaven pel capbaix d'una plaça de pàrquing. A 26 habitatges hi havia un automòbil i a 29 n'hi havia dos o més.

### Piràmide de població
La piràmide de població per edats i sexe el 2009 era:
| Homes | Edats   | Dones |
| ----- | ------- | ----- |
| 0     | 95 o +  | 0     |
| 0     | 90 a 94 | 0     |
| 0     | 85 a 89 | 0     |
| 0     | 80 a 84 | 0     |
| 4     | 75 a 79 | 4     |
| 0     | 70 a 74 | 8     |
| 16    | 65 a 69 | 4     |
| 4     | 60 a 64 | 20    |
| 12    | 55 a 59 | 4     |
| 8     | 50 a 54 | 8     |
| 4     | 45 a 49 | 4     |
| 8     | 40 a 44 | 4     |
| 8     | 35 a 39 | 4     |
| 0     | 30 a 34 | 0     |
| 4     | 25 a 29 | 4     |
| 0     | 20 a 24 | 0     |
| 0     | 15 a 19 | 0     |
| 0     | 10 a 14 | 0     |
| 16    | 5 a 9   | 0     |
| 4     | 0 a 4   | 0     |

## Economia
El 2007 la població en edat de treballar era de 78 persones, 57 eren actives i 21 eren inactives. De les 57 persones actives 53 estaven ocupades (31 homes i 22 dones) i 4 estaven aturades (3 homes i 1 dona). De les 21 persones inactives 11 estaven jubilades, 1 estava estudiant i 9 estaven classificades com a «altres inactius».

### Ingressos
El 2009 a Barbezières hi havia 55 unitats fiscals que integraven 124,5 persones, la mediana anual d'ingressos fiscals per persona era de 14.697 €.

### Activitats econòmiques
Dels 2 establiments que hi havia el 2007, 1 era d'una empresa de fabricació d'altres productes industrials i 1 d'una empresa de serveis.
L'any 2000 a Barbezières hi havia 22 explotacions agrícoles que ocupaven un total de 882 hectàrees.

## Poblacions més properes
El següent diagrama mostra les poblacions més properes.